# Bhatri jezik
Bhatri jezik (basturia, bhatra, bhattra, bhattri, bhottada, bhottara; ISO 639-3: bgw), indoarijski jezik oriyske skupine, kojim govori 600 000 ljudi (2002) iz plemena Bhatri u indijskim saveznim državama Chhattisgarh (distrikt Bastar); Maharashtra; Orissa (distrikt Koraput, u tahsilu Kotpad).
U Madhya Pradeshu neki govore hinduski [hi], a u Orissi jezikom oriya [ori]. Piše se devanagarijem.

## Vanjske poveznice
- Ethnologue (14th)
- Ethnologue (15th)